# イルゼ・ステパット
イルゼ・パウラ・ステパット（Ilse Paula Steppat、1917年11月11日 - 1969年12月21日）は、ドイツの女優。

## 略歴
現在のノルトライン＝ヴェストファーレン州ヴッパータール出身。唯一の英語作品である『女王陛下の007』公開直後に死去した。当時の西ドイツでは著名な女優であった。

## 主な出演作
- 1969年: 女王陛下の007
- 1967年: Die blaue Hand
- 1966年: Karriere
- 1965年: Der unheimliche Mönch
- 1964年: Die Gruft mit dem Rätselschloß
- 1963年: Der Unsichtbare
- 1960年: Auf Engel schießt man nicht
- 1960年: Im Namen einer Mutter
- 1960年: Pension Schöller
- 1958年: Madeleine Tel. 13 62 11
- 1958年: Nachtschwester Ingeborg